# Parlamentswahl in San Marino 1959
- PCS: 16
- PSS: 8
- PSDIS: 9
- PDCS: 27

Die Parlamentswahl in San Marino 1959 fand am 13. September 1959 statt.

## Ergebnisse
| Partei                                                          | Anzahl der Stimmen | %      | Mandate |
| --------------------------------------------------------------- | ------------------ | ------ | ------- |
| Partito Democratico Cristiano Sammarinese (PDCS)                | 2.815              | 44,3 % | 27      |
| Partito Comunista Sammarinese (PCS)                             | 1.653              | 26,0 % | 16      |
| Partito Socialista Democratico Indipendente Sammarinese (PSDIS) | 1.014              | 15,9 % | 9       |
| Partito Socialista Sammarinese (PSS)                            | 878                | 13,8 % | 8       |